# Kiss & Tell
Kiss & Tell este albumul de debut al formației americane Selena Gomez & the Scene. Albumul a fost lansat pe data de 29 septembrie 2009 prin Hollywood Records. Albumul conține în mare parte cântece pop rock și pop punk, Gomez citând formații ca Forever the Sickest Kids ca indluențele albumului. Ted Bruner a lucrat la album cu Gomez, producând multe cântece de pe album. Gomez a lucrat și cu Gina Schock la diferite piese de pe album, în timp ce Rock Mafia a produs două piese de pe album. Kiss & Tell discută subiecte ca dragostea, faima, și libertatea.

## Dezvoltare
În timp ce înregistra albumul, Gomez a învățat să cânte la chitară și la tobe; iar mai târziu – la pian, și a luat lecții vocale. Ea a spus că speră să „facă lumea să danseze” cu muzica de pe album. Gomez a scris un cântec numit „I'm Sorry” pentru album, inspirată de relația sa cu Nick Jonas. Gomez a spus că acesta era primul cântec înregistrat pentru album, și va fi singura baladă de pe el; dar nu a fost inclus în album. De asemenea, Gomez a înregistrat cântecul „Beautifully Disturbed”, pe care l-a dezvăluit în mai 2009. Despre cântec, Gomez a spus: „Acest cântec îmi este foarte apropiat pentru că este o poreclă care mi-a fost dată și este foarte drăguț. Înseamnă că uneori negativă ca orice persoană, dar trebuie să găsești acea frumusețe în acest lucru”. Totuși, cântecul nuna apărut pe album. Gomez a lucrat cu Ted Bruner la album. Gomez a colaborat și cu membrul The Go-Go's, Gina Schock, la numeroase cântece, patru dintre care au fost incluse pe album. A lucrat cu Rock Mafia ca piesa „Naturally”, prima dintre multe colaborații între cei trei. „Falling Down” a fost scris și produs de Bruner și Schock, împreună cu Trey Vittetoe.

## Single-uri
Primul single de pe album, „Falling Down”, a fost lansat pe data de 25 august 2009, iar cel de-al doilea single, „Naturally”, a fost lansat pe 1 februarie 2010.

## Track listing
| Nr. | Titlu                            | Autor(i)                                  | Producător      | Lungime |  |
| 1.  | „Kiss & Tell”                    | Ted Bruner Trey Vittetoe Gina Schock      | Bruner Vittetoe | 3:17    |  |
| 2.  | „I Won't Apologize”              | Selena Gomez John Fields Bleu             | Fields          | 3:06    |  |
| 3.  | „Falling Down”                   | Bruner Vittetoe Schock                    | Bruner Vittetoe | 3:05    |  |
| 4.  | „I Promise You”                  | Isaac Hasson Lindy Robbins Mher Filian    | SuperSpy        | 3:20    |  |
| 5.  | „Crush”                          | Bruner Vittetoe Schock                    | Bruner Vittetoe | 3:19    |  |
| 6.  | „Naturally”                      | Antonina Armato Tim James Devrím Karaoglu | Rock Mafia      | 3:22    |  |
| 7.  | „The Way I Loved You”            | Shelly Peiken Rob Wells                   | Wells           | 3:33    |  |
| 8.  | „More”                           | Hasson Robbins Filian                     | SuperSpy        | 3:30    |  |
| 9.  | „As a Blonde”                    | Fefe Dobson Greg Wells Peiken             | Wells           | 2:47    |  |
| 10. | „I Don't Miss You at All”        | Robbins Toby Gad                          | Gad             | 3:40    |  |
| 11. | „Stop & Erase”                   | Bruner Vittetoe Schock                    | Bruner Vittetoe | 2:52    |  |
| 12. | „I Got U”                        | Matthew Wilder Tamara Dunn                | Wilder          | 3:34    |  |
| 13. | „Tell Me Something I Don't Know” | Armato Ralph Churchwell Michael Nielsen   | Rock Mafia      | 2:55    |  |

| Piese bonus din ediția japoneză |                                         |         |  |
| Nr.                             | Titlu                                   | Lungime |  |
| 14.                             | „Falling Down” (Plug in Language Remix) | 7:14    |  |

| Piese bonus din ediția europeană |                                    |         |  |
| Nr.                              | Titlu                              | Lungime |  |
| 14.                              | „Naturally” (Kage & Westlee Remix) | 6:31    |  |

| Target exclusive DVD |                                    |         |  |
| Nr.                  | Titlu                              | Lungime |  |
| 14.                  | „Dezvoltarea Kiss & Tell”          |         |  |
| 15.                  | „Falling Down” (videoclip muzical) |         |  |
| 16.                  | „Galerie foto”                     |         |  |

## Istoricul de lansare
| Regiune       | Data lansării      | Casa de discuri     | Format                       | Catalog                               |
| ------------- | ------------------ | ------------------- | ---------------------------- | ------------------------------------- |
| Canada        | 29 septembrie 2009 | Hollywood Records   | CD, digital download         | D000283102                            |
| Statele Unite | 29 septembrie 2009 | Hollywood Records   | CD, digital download         | D000283102                            |
| Australia     | 16 octombrie 2009  | Universal Music     | CD, digital download         | D000283102                            |
| Japonia       | 24 februarie 2010  | Avex Group          | CD, CD+DVD, digital download | AVCW-13120 (CD), AVCW-13119B (CD+DVD) |
| India         | 3 aprilie 2010     | Universal Music     | CD                           | D000283102                            |
| Regatul Unit  | 19 aprilie 2010    | Fascination Records | CD, digital download         | D000575702                            |
| Franța        | 14 mai 2010        | Fascination Records | CD, digital download         | D000575702                            |